# Дзёдзицу
Дзёдзицу-сю (яп. 成実宗) — буддийская школа в Японии, входит в число шести ранних школ японского буддизма периода Нара (奈良).
Канонический текст школы — «Дзёдзицу-рон» (яп. 成実論) — «Рассуждение о достижении истины» — трактат индийского буддийского мыслителя Харивармана, жившего между 250—350 гг. Трактат дошёл до наших дней единственно в китайском переводе, сделанном Кумарадживой в 412 г.
Центральное место в философии Ддёдзицу-сю занимает категория «шунья» (пустое, бессущностное). Хариварман использовал философские разработки «шуньявады» для решения онтологических аспектов своего учения.
В Китае приверженцы этого учения образовали нечто подобное школе, названное Чэнши-цзун, (японское Дзёдзицу), таким образом, школа Дзёдзицу-сю сформировалась на базе одноимённой китайской школы.
Дзёдзицу-сю была принесена в Японию в 673 году через монахов корейского государства Пэкче (百済) и воспринималась как ответвление школы Санрон (яп. 三論宗) так как учение Харивармана Сатьясиддхи-шастра распространялось в Японии одновременно с доктриной Санрон.
Из Дзёдзицу-сю не вышло никаких известных людей, оставивших след в культуре или истории Японии, но в формирование японского буддизма школа внесла вклад, осуществляя «просветительскую» функцию в среде монахов. Проповедь доктрины Дзёдзицу-сю проходила в крупнейших храмах Японии — Тодайдэн, Дайандэн. Хорюдэн.